# 40 Eridani
40 Eridani (prescurtat 40 Eri), denumit și Omicron² Eridani (ο² Eridani, prescurtat Omicron² Eri, ο² Eri), este un sistem triplu de stele din constelația Eridanul. Pe baza măsurătorilor de paralaxă realizate în timpul misiunii Hipparcos, s-a determinat că se află la mai puțin de 17 ani-lumină de Soare.
Steaua principală a sistemului, 40 Eridani A, denumită formal Keid (/ˈkaɪd/) de la denumirea tradițională a sistemului,  este ușor vizibilă cu ochiul liber. În jurul ei se rotește o stea binară formată din 40 Eridani B și 40 Eridani C, cele două au fost descoperite la 31 ianuarie 1783 de William Herschel. :p73 Au fost observate din nou de Friedrich Struve în 1825 și de Otto Struve în 1851.
În 1910, s-a descoperit că, deși steaua B este una slabă, ea este de culoare albă. Aceasta însemna că trebuia să fie o stea mică; aceasta a fost de fapt prima pitică albă care a fost descoperită. Cu toate că nu este nici cea mai apropiată pitică albă, nici cea mai strălucitoare pe cerul nopții, este de departe cel mai ușor de observat; este cu aproape trei magnitudini mai strălucitoare decât steaua lui Van Maanen (care este cea mai apropiată pitică albă solitară) și, spre deosebire de însoțitorii lui Procyon și Sirius, nu este „atenuată” de strălucirea unei stele principale mult mai luminoasă.

## Sistemul planetar
În 2018, a fost descoperită o planetă care orbitează 40 Eridani A, cu o masă minimă de 8.47±0.47 mase terestre. Planeta are o rotație de 42 de zile și se află considerabil în interiorul zonei locuibile, primind de 9 ori mai mult flux stelar decât Pământul, care reprezintă o cantitate chiar mai mare decât cea care ajunge pe Mercur, cea mai interioară planetă din sistemul nostru solar. Este unul dintre cele mai apropiate Super-pământuri cunoscute, cel mai apropiat descoperit până în prezent (La data de 2 octombrie 2018 ) în cadrul unui sistem cu mai multe stele. 
Reprezentare ficțională
40 Eridani este steaua în jurul căreia gravitează planeta Erid, gazda primei specii extraterestre inteligente cu care are contact omenirea în romanul „Proiectul Hail Mary” al romanicerului SF ameican Andy Weir.